# 圣戈尔贡曼
圣戈尔贡曼（法語：Saint-Gorgon-Main，法語發音：[sɛ̃ ɡɔʁɡɔ̃ mɛ̃]）是法国杜省的一个市镇，位于该省中南部，属于蓬塔利耶区。

## 地理
圣戈尔贡曼（47°1'22"N, 6°19'24"E）面积7.93 平方千米，位于法国勃艮第-弗朗什-孔泰大區杜省，该省份为法国东部内陆省份，北起上索恩省，西接汝拉省，东部及东南部与瑞士接壤，东北部与贝尔福地区省接壤。
与圣戈尔贡曼接壤的市镇（或旧市镇、城区）包括：欧博讷、乌昂。
圣戈尔贡曼的时区为UTC+01:00、UTC+02:00（夏令时）。

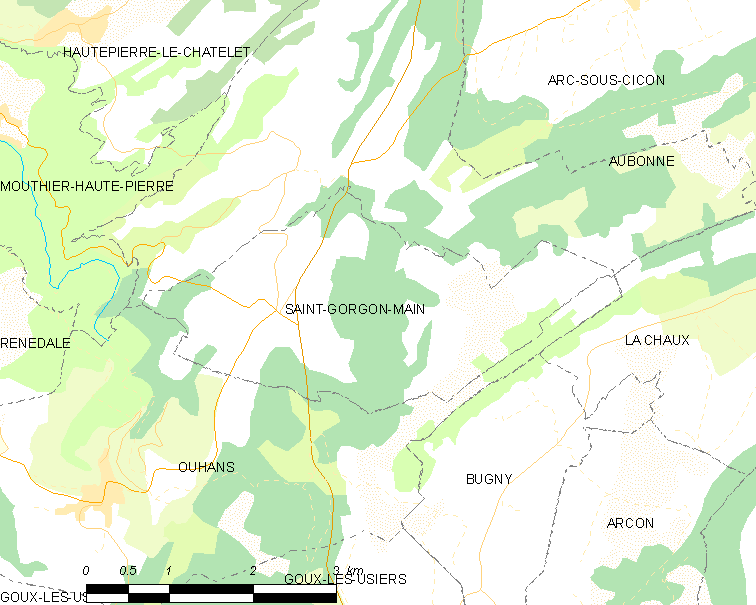
圣戈尔贡曼的OSM定位图

## 行政
圣戈尔贡曼的邮政编码为25520，INSEE市镇编码为25517。

## 政治
圣戈尔贡曼所属的省级选区为奥尔南县。

## 交通
法国国道N57线和杜省省道D41线、D67线和D269线在境内交汇。

## 人口

1962-2008年间圣戈尔贡曼人口变化图示

圣戈尔贡曼于2022年1月1日时的人口数量为258人。